# Joseph Glidden

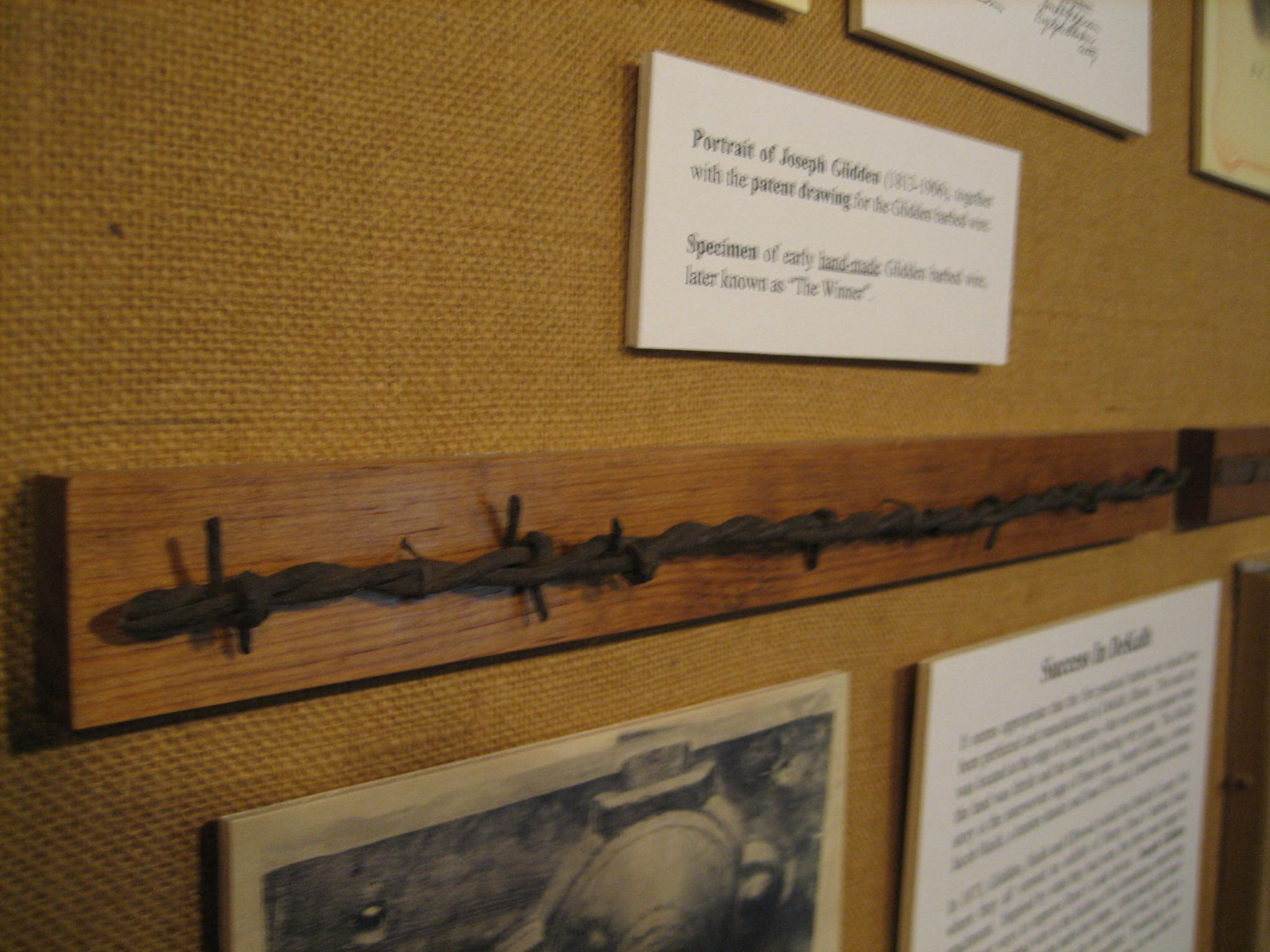
Fragment ostnatého drátu

Joseph Glidden (celým jménem Joseph Farwell Glidden, 18. ledna 1813 – 9. října 1906) byl americký farmář, který si nechal v roce 1873 patentovat ostnatý drát.
Díky vynálezu ostnatého drátu se Glidden stal na sklonku svého života (1906) jedním z nejbohatších mužů Ameriky své doby. Na jeho počest je pojmenováno město Glidden ve Spojených státech.